# Ferrocarril en Dinamarca

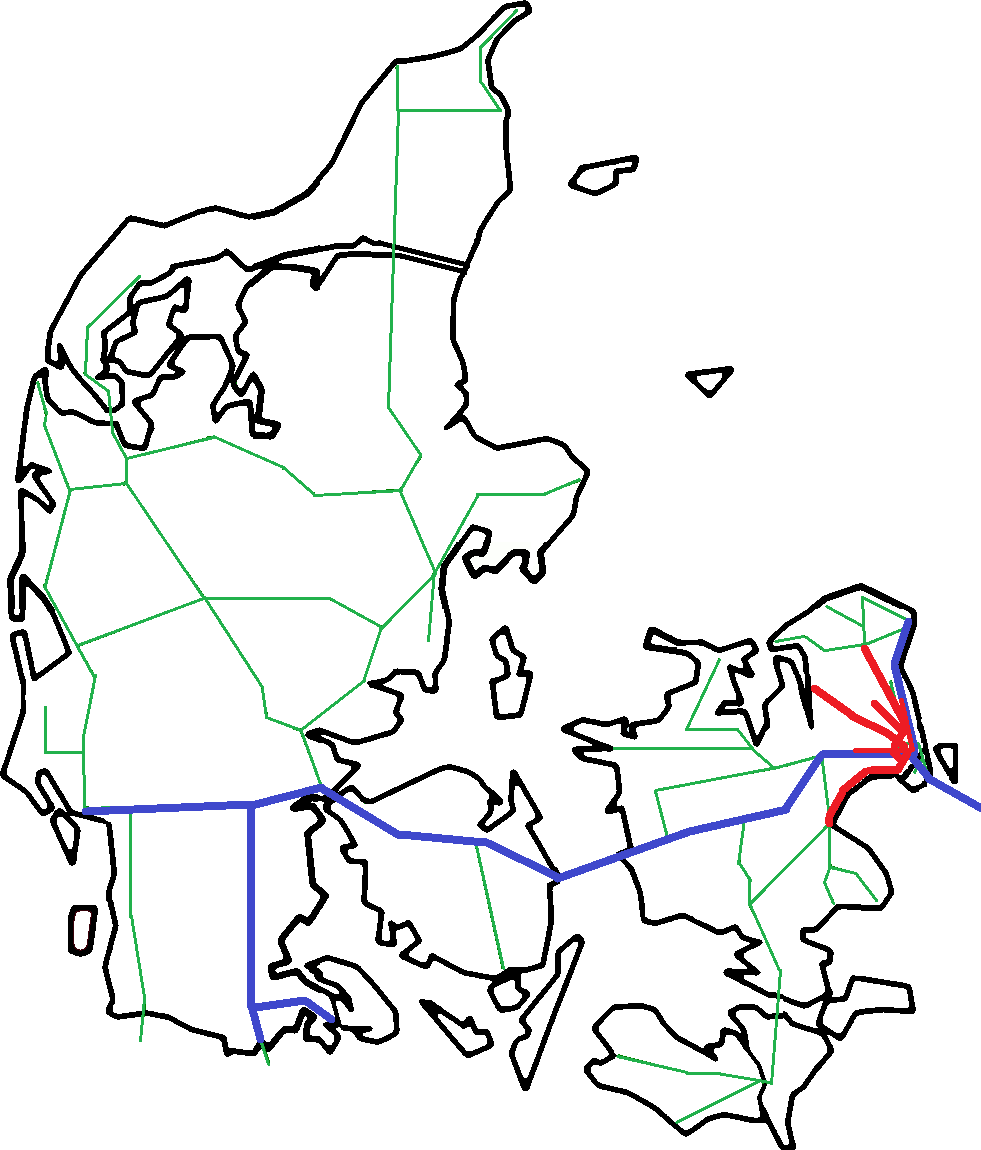
Líneas activas de la red ferroviaria danesa con líneas principales electrificadas (azul) y líneas de S-Bahn (rojo). No se muestra el metro de Copenhague.

El sistema de transporte ferroviario de Dinamarca consta de 2.633 km de líneas ferroviarias, de las cuales la red de trenes S de Copenhague, la línea principal Helsingør-Copenhague-Padborg (en la frontera alemana) y la línea Lunderskov-Esbjerg están electrificadas. La mayor parte del tráfico son trenes de pasajeros, aunque existe un considerable tráfico de mercancías entre Suecia y Alemania.
El mantenimiento de la mayoría de las líneas ferroviarias danesas corre a cargo de Banedanmark, una empresa estatal que también asigna las vías a los operadores ferroviarios. La mayoría de los trenes de pasajeros son operados por DSB, mientras que Arriva y Nordjyske Jernbaner operan en algunas líneas de Jutlandia. El transporte de mercancías corre a cargo principalmente de DB Schenker Rail, aunque otros operadores se encargan de una parte importante del tráfico que no es de tránsito.
Dinamarca es miembro de la Unión Internacional de Ferrocarriles (UIC). El código de país UIC de Dinamarca es el 86.

## Vías

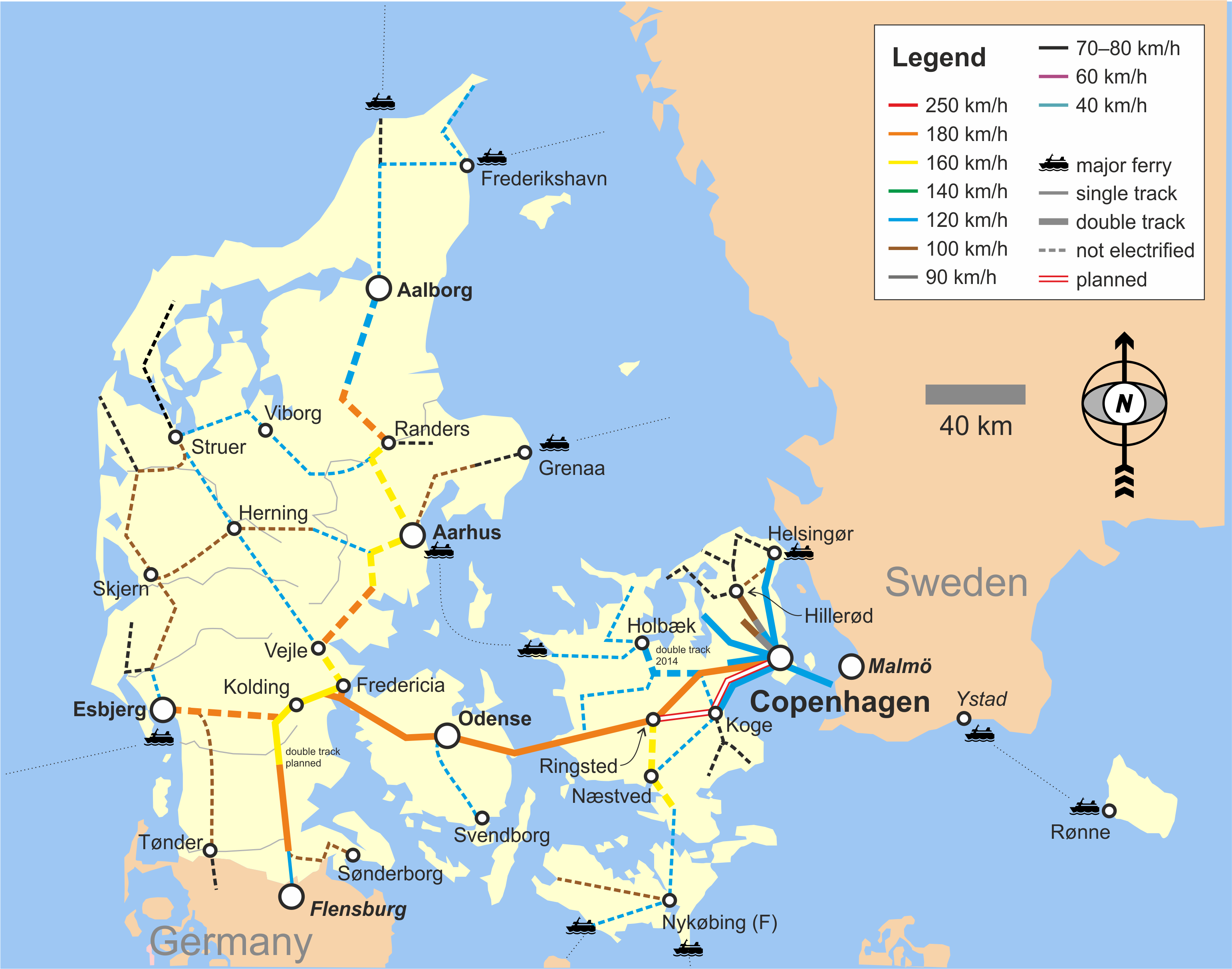
Velocidades máximas en los ferrocarriles daneses, a fecha de 2014.

Mapa de las líneas de alta velocidad actuales, en construcción y aprobadas que se construirán o mejorarán en Dinamarca. También se incluyen las líneas terminadas.

Banedanmark está a cargo de 2.045 km de líneas ferroviarias, que no incluyen las líneas controladas por ferrocarriles privados. Todos los ferrocarriles daneses son de 1.435 mm (ancho de vía estándar), con la excepción de unos pocos ferrocarriles históricos de vía estrecha; el ancho de vía de 1.000 mm era antes común en los ramales, y el de 700 mm prevalecía en los ferrocarriles industriales, como los destinados al transporte de la remolacha azucarera. Las líneas de vía estrecha desaparecieron en general durante las décadas de 1950 y 1960.
La velocidad máxima permitida en las líneas principales suele ser de 180 km/h, mientras que las líneas menos transitadas suelen permitir entre 75 y 120 km/h; la velocidad puede reducirse en algunos lugares debido al estado de la vía. Mientras que las traviesas de madera se utilizan en los apartaderos y ramales, las traviesas de hormigón son la norma en todas las líneas principales; las traviesas comunes de hormigón de dos bloques se están eliminando en favor de las monobloque.
La edad de las vías de la red de Banedanmark se ha vuelto cada vez más problemática en los últimos años. Un análisis de 2002/03 de la red de Banestyrelsen (ahora Banedanmark) afirma que la edad media de las vías es demasiado elevada, con una edad media actual de 24 años frente a los 20 recomendados.
Banedanmark también es propietaria de las líneas de S-tog, pero no posee todos los ferrocarriles del país. No es propietaria de los ferrocarriles locales de los alrededores de Hillerød (como la línea Frederiksværk y la línea Gribskov) ni de las líneas Østbanen, Odsherred, Tølløse, Thy, Lemvigbanen, Aarhus Letbane y el metro de Copenhague.

### Electrificación
La propulsión eléctrica general se adoptó muy recientemente en Dinamarca; la decisión política de electrificar las líneas principales se tomó en 1979. La primera línea que se electrificó fue la Copenhague-Elsinor, electrificada en 1986, seguida por la línea principal que atraviesa Selandia, Fionia y el sur de Jutlandia en la década de 1980-90. En las líneas principales equipadas con ellas, las catenarias transportan 25 kV de corriente alterna a 50 Hz. Este sistema se utiliza en la línea principal que va de Suecia a Fredericia, pasando por Copenhague, y de ahí a Padborg y la frontera alemana. 25 kV AC a 50 Hz es mejor desde el punto de vista tecnológico. Sin embargo, tanto Suecia como Alemania utilizan 15 kV a 162⁄3 Hz y 16,7 Hz respectivamente, y la locomotora de mercancías multisistema de la clase EG está equipada para 25 y 15 kV.
La red de trenes S de Copenhague funciona a 1.650 V de corriente continua, suministrada por líneas aéreas; el metro de Copenhague utiliza 750 V de corriente continua, suministrada por un tercer riel. Fue la primera red eléctrica de Dinamarca, electrificada hacia 1930.
Dado que la construcción de la nueva unidad múltiple diésel IC4 está sufriendo grandes retrasos (de varios años), muchos debatientes sostienen que es mejor electrificar los principales ferrocarriles y adquirir en su lugar unidades múltiples eléctricas, ya que se trata de un producto más común. Como mínimo, hay que electrificar la ruta Fredericia-Ålborg para que puedan circular trenes eléctricos de pasajeros entre Jutlandia y Copenhague. La ruta entre Kolding-Esbjerg debía abrirse a los trenes eléctricos en 2015. En 2009, el Gobierno decidió retrasar toda la electrificación durante varios años hasta que se introduzca el nuevo sistema de señales ERTMS, ya que la electrificación antes de esa fecha requiere la reconstrucción del sistema de señales existente.
En septiembre de 2013, el gobierno llegó a un acuerdo con el Partido Popular Danés y la Alianza Roji-Verde para utilizar los impuestos adicionales sobre el petróleo para crear un fondo para los trenes. Este fondo ferroviario se utilizaría para electrificar todos los trenes de la línea principal antes de 2025, y aumentar la velocidad de los trenes a 250 kilómetros por hora para los trenes InterCity. Esto permitiría viajar entre las ciudades de Copenhague, Odense, Esbjerg, Aarhus y Aalborg en cuatro horas.
El 29 de mayo de 2015, Banedanmark anunció un contrato de 2.800 millones de coronas danesas (375 millones de euros) para que Aarsleff-Siemens electrifique 1.300 km de vías antes de 2026.

## Seguridad y señalización
Las líneas principales fueron equipadas con el sistema de seguridad ATC durante la década de 1990, con una implementación parcial y más barata, la parada de trenes ATC, que se utiliza en algunas (pero no todas) las líneas secundarias. En la red de trenes S se utiliza un sistema diferente, el HKT, introducido en 1975 y que utiliza la señalización en cabina, aunque en algunas líneas se utiliza una versión simplificada, el "forenklet HKT" (F-HKT).
Dinamarca tiene su propio sistema ATC (ZUB 123), no compatible con otros países. Es una modificación del sistema suizo. Los trenes que cruzan la frontera con Suecia o Alemania tienen que tener dos sistemas ATC y manejar dos sistemas de alimentación eléctrica.
Para sustituir los diferentes y antiguos sistemas de señalización, se ha decidido reemplazar todos los sistemas de señalización actuales de la red activa de Banedanmark, excepto las líneas de trenes S, por el sistema ERTMS de nivel 2, que se basa totalmente en la señalización de las cabinas; el despliegue general está previsto para 2018-21. La red de trenes S se equipará con un sistema ferroviario urbano adecuado, posiblemente un sistema CBTC que permita la circulación de trenes sin conductor, de aquí a 2020.

### Registro de seguridad
Los incidentes graves en los ferrocarriles daneses han sido escasos. Se enumeran los seis más graves:
- 1897: El accidente de tren de Gentofte. Un tren de cercanías con retraso fue embestido por un tren especial. En el accidente murieron 40 personas y 132 resultaron heridas.
- 1913: El accidente de tren de Bramminge. Un tren expreso descarriló cerca de Bramming. Murieron 15 personas, entre ellas Peter Sabroe, y 54 resultaron heridas.
- 1919: El accidente ferroviario de Vigerslev. Un tren expreso procedente de Korsør chocó violentamente contra cinco vagones en Vigerslev. El tren estaba parado debido a una parada de emergencia y marcha atrás para recuperar a un niño que había caído a los raíles. 40 personas perdieron la vida y 30 resultaron gravemente heridas.
- 1967: El accidente del tren expreso de Odense. Un tren expreso chocó con otro en las afueras de Odense. 11 personas murieron y 47 resultaron heridas en el accidente.
- 1988: El descarrilamiento de Sorø. Un tren se salió de las vías a gran velocidad en Sorø. Ocho personas murieron y 72 resultaron heridas.
- 2019: El accidente ferroviario de Gran Belt. Un tren de pasajeros colisionó con un semirremolque de un tren de mercancías que pasaba. Ocho personas murieron y 16 resultaron heridas.

## Conexión ferroviaria con países adyacentes
Dinamarca tiene conexiones ferroviarias con Suecia y Alemania, que utilizan el mismo ancho de vía que Dinamarca. La tensión eléctrica es diferente, ya que Suecia y Alemania utilizan 15 kV de corriente alterna, mientras que Dinamarca utiliza 25 kV de corriente alterna. Los sistemas de protección de los trenes también son diferentes entre los tres países. Esto significa que las locomotoras deben estar especialmente modificadas para cruzar las fronteras, mientras que los vagones pueden cruzar libremente la frontera con la locomotora adecuada.
Las conexiones con Suecia utilizan el ferrocarril de Øresund a través del puente de Øresund. Los servicios incluyen el servicio X 2000 de SJ a Estocolmo y los servicios de cercanías de Øresundståg a la estación central de Malmö y más allá.
Hay dos conexiones con Alemania. La principal es la conexión por tierra en Padborg, que transporta trenes ICE, interurbanos y regionales a Hamburgo, y que solía transportar trenes EuroNight y CityNightLine a Ámsterdam vía Colonia, Basilea vía Fráncfort, Múnich vía Núremberg y Praga vía Berlín. El segundo cruce es por tierra en Tønder (Dinamarca) y Süderlügum (Alemania), que conecta con Niebüll. La ruta Vogelfluglinie, cerrada para los trenes desde diciembre de 2019, hasta entonces llevaba los servicios de EuroCity y ICE, utilizando el transbordador ferroviario de Rødby, Dinamarca, a Puttgarden en la isla de Fehmarn, Alemania, y desde allí procedía vía Lübeck y Hamburgo a Berlín. El transbordador de Rødby y el cruce de Tønder sólo admiten trenes con motor diésel, mientras que el cruce de Padborg está electrificado.
Desde noviembre de 2014, CityNightLine ya no presta servicio en Dinamarca, por lo que a partir de ese momento no hay trenes nocturnos que pasen por Dinamarca o por sus fronteras.

## Transporte ferroviario urbano

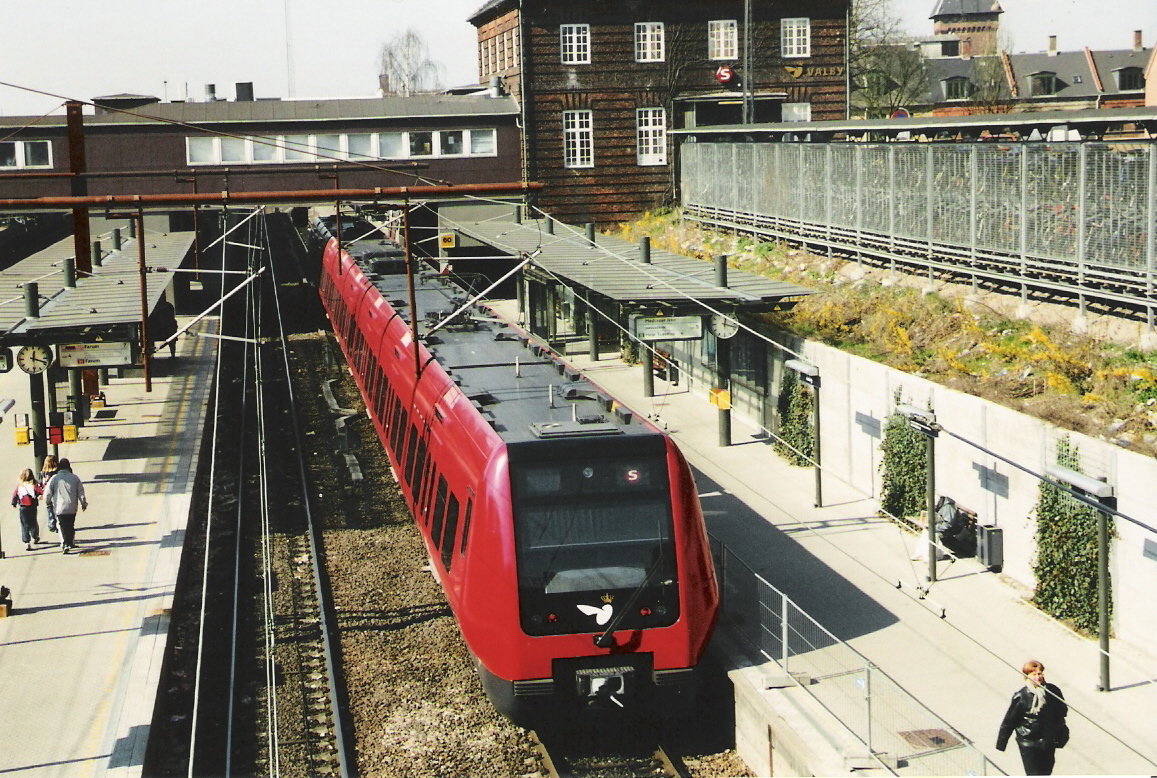
Un tren S EMU en la estación de Valby en 2002..

El transporte ferroviario urbano en Dinamarca consta actualmente de un sistema de metro en Copenhague, un sistema de tren ligero en Aarhus y dos sistemas de tren de cercanías en Copenhague y Aalborg. Copenhague también tuvo una red de tranvías desde 1863 hasta 1972, cuando los tranvías fueron sustituidos por autobuses y coches privados por considerarse un medio de transporte anticuado.
En el área metropolitana de Øresund se ha propuesto un sistema de transporte rápido, el Metro de Øresund, y dos sistemas de tren ligero para Copenhague y Odense: el tren ligero del Gran Copenhague y el tren ligero de Odense.
En Dinamarca hay dos sistemas ferroviarios de cercanías: el S-tog de Copenhague y el tren de cercanías de Aalborg.

### Metro de Copenhague

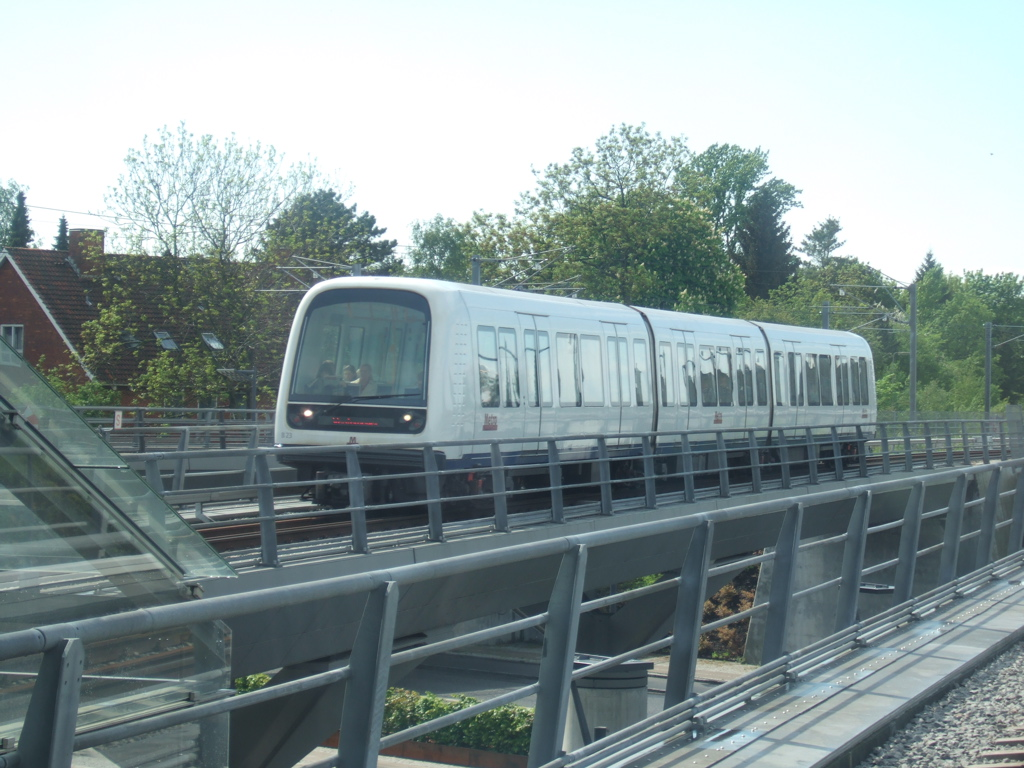
Un tren del metro de Copenhague.

El metro de Copenhague es un sistema de transporte rápido automatizado que funciona las 24 horas del día en la capital danesa, Copenhague. Comenzó a funcionar en 2002. También es el único sistema de transporte rápido de Dinamarca. Desde marzo de 2020, el sistema consta de cuatro líneas: M1, M2, M3 y M4. La planificación del metro comenzó en 1992 como parte de los planes de reurbanización de Ørestad y su construcción se inició en 1996. La fase 1, desde Nørreport hasta Vestamager y Lergravsparken, se inauguró en 2002. La fase 2, de Nørreport a Vanløse, se inauguró en 2003, y la fase 3, de Lergravsparken a Lufthavnen, en 2007. La línea City Circle es un bucle totalmente subterráneo de 15,5 km que atraviesa el centro de Copenhague y Frederiksberg con 17 paradas. No comparte ninguna vía con las líneas M1 y M2, pero se cruzan en las estaciones de Kongens Nytorv y Frederiksberg. Con el bucle de la ciudad abierto, el metro espera que su número de viajeros casi se duplique con respecto a los niveles de 2016, hasta alcanzar los 116 millones de pasajeros anuales. Una cuarta línea, la M4, se convertirá en una línea independiente entre 2020 y 2024, cuando se abran las extensiones del Cityringen a Nordhavn y Sydhavn. La línea de dos paradas y tres kilómetros de longitud hasta Nordhavn se inauguró en marzo de 2020. La ampliación añade un intercambiador con la estación del tren S de Nordhavn. La extensión de cinco paradas, de 4,5 km, a Sydhavn también está en construcción, con apertura prevista en 2024. La línea de Sydhavn terminará en Ny Ellebjerg, donde creará un nuevo centro de transporte ferroviario regional al conectar el sistema de metro con la red de trenes S, los trenes regionales y los trenes de larga distancia de las líneas actuales y el próximo ferrocarril de alta velocidad Copenhague-Ringsted. Una vez completadas estas ampliaciones, Metro espera triplicar el número de viajeros diarios, pasando de los 200.000 actuales a 600.000 en 2030.

### Tren ligero de Aarhus

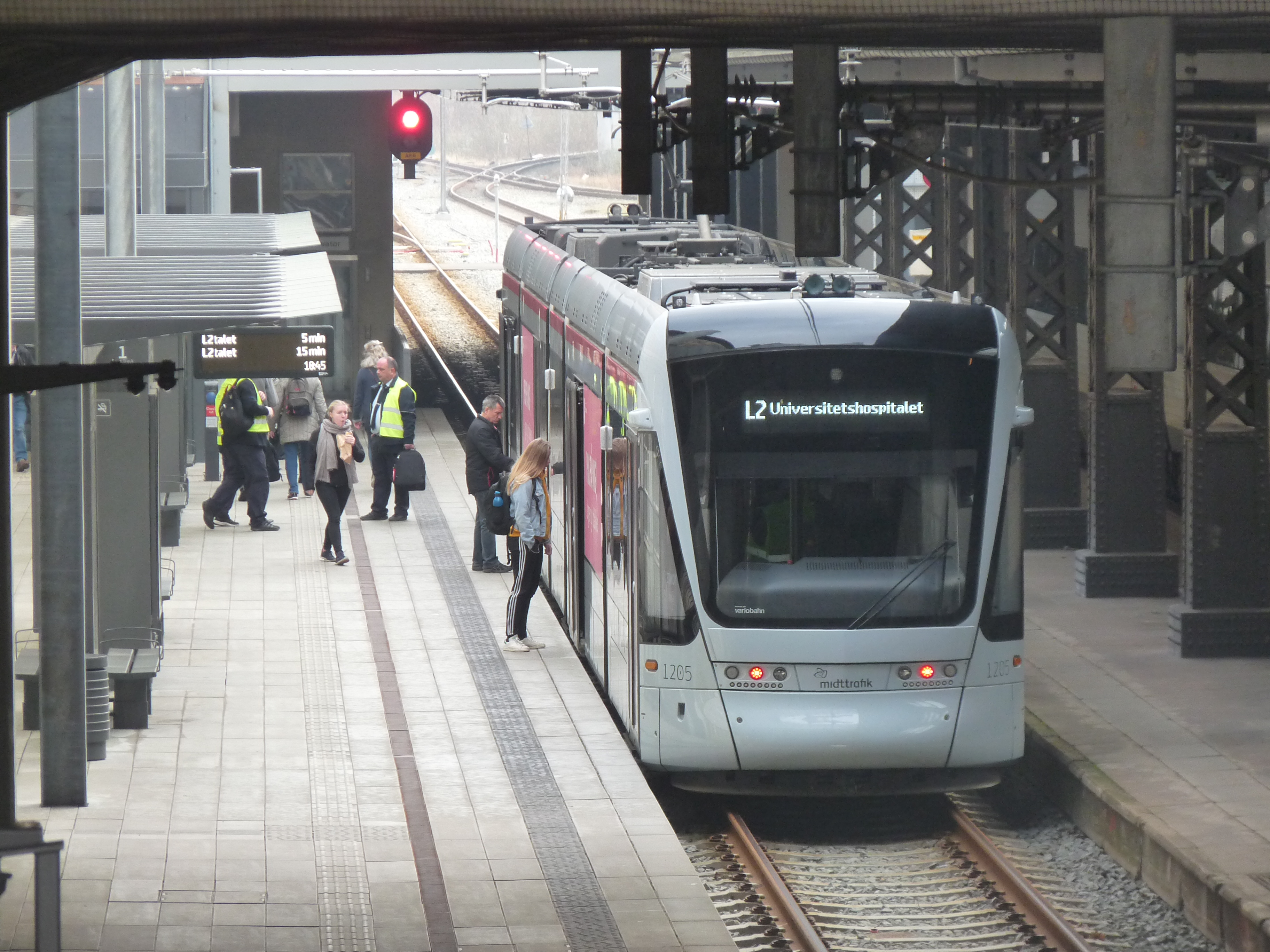
Tranvía del metro ligero de Aarhus en enero de 2018, un mes después de la inauguración del sistema.

El Aarhus Letbane (tren ligero de Aarhus) es un sistema de tren ligero en la ciudad de Aarhus, Dinamarca. Está operado por la empresa Midttrafik. La primera línea se inauguró en diciembre de 2017, pero el sistema está en continuo desarrollo y expansión. El servicio en el tramo interurbano Odder a Lisbjergskolen se inauguró el 25 de agosto de 2018. Una tercera línea interurbana a Grenå se inauguró el 30 de abril de 2019. Se están planificando más líneas. El 8 de mayo de 2012, el Parlamento danés aprobó la construcción de la primera línea; los trabajos de construcción de la fase 1 comenzaron durante septiembre de 2013. Inicialmente estaba previsto que se inaugurara en agosto de 2016, pero se retrasó, en parte por cuestiones legislativas relacionadas con la seguridad ferroviaria. En la primera línea se han utilizado dos tipos de material rodante: los tranvías convencionales, que son más lentos y solo circulan por algunas partes del trazado, y los trenes-tranvía híbridos, que pueden circular por la red de ferrocarril pesado convencional; estos últimos se utilizan para los servicios de larga distancia.

## Operadores ferroviarios
Empresas ferroviarias que operan actualmente en Dinamarca:
- Arriva
- CFL cargo
- DSB
- Lokaltog
- Metro Service A/S, que gestiona el metro de Copenhague
- MJBA – Midtjyske Jernbaner
- NJ – Nordjyske Jernbaner
- SJ AB (antes Statens Järnvägar)
- DB Cargo

## Galería de imágenes

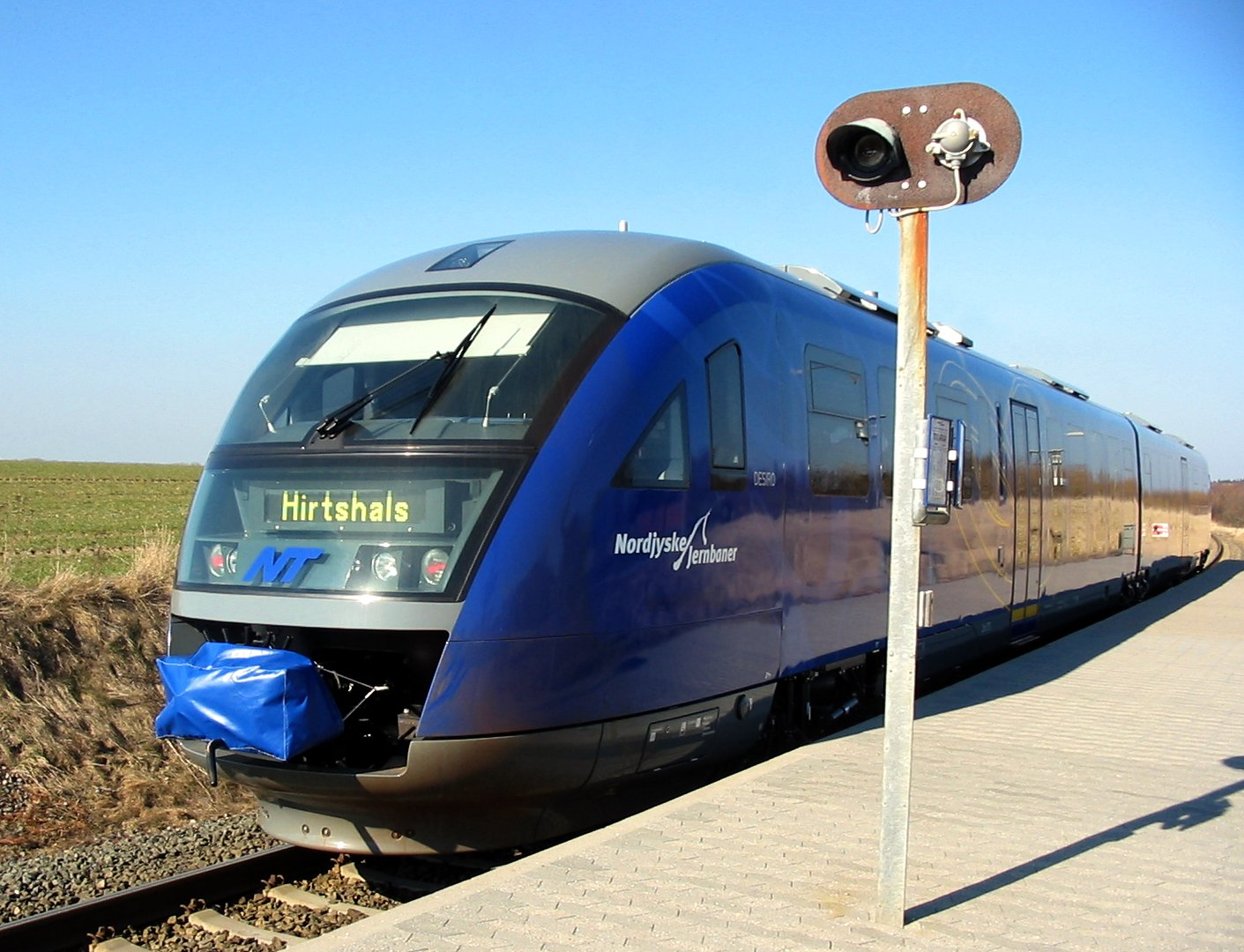
Una DMU NJ Siemens Desiro.
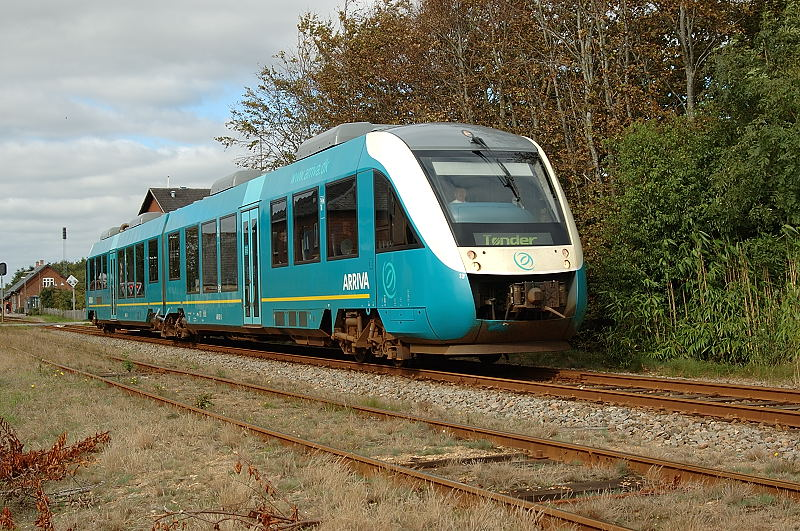
Un tren Arriva Denmark Alstom Coradia LINT en septiembre de 2007.
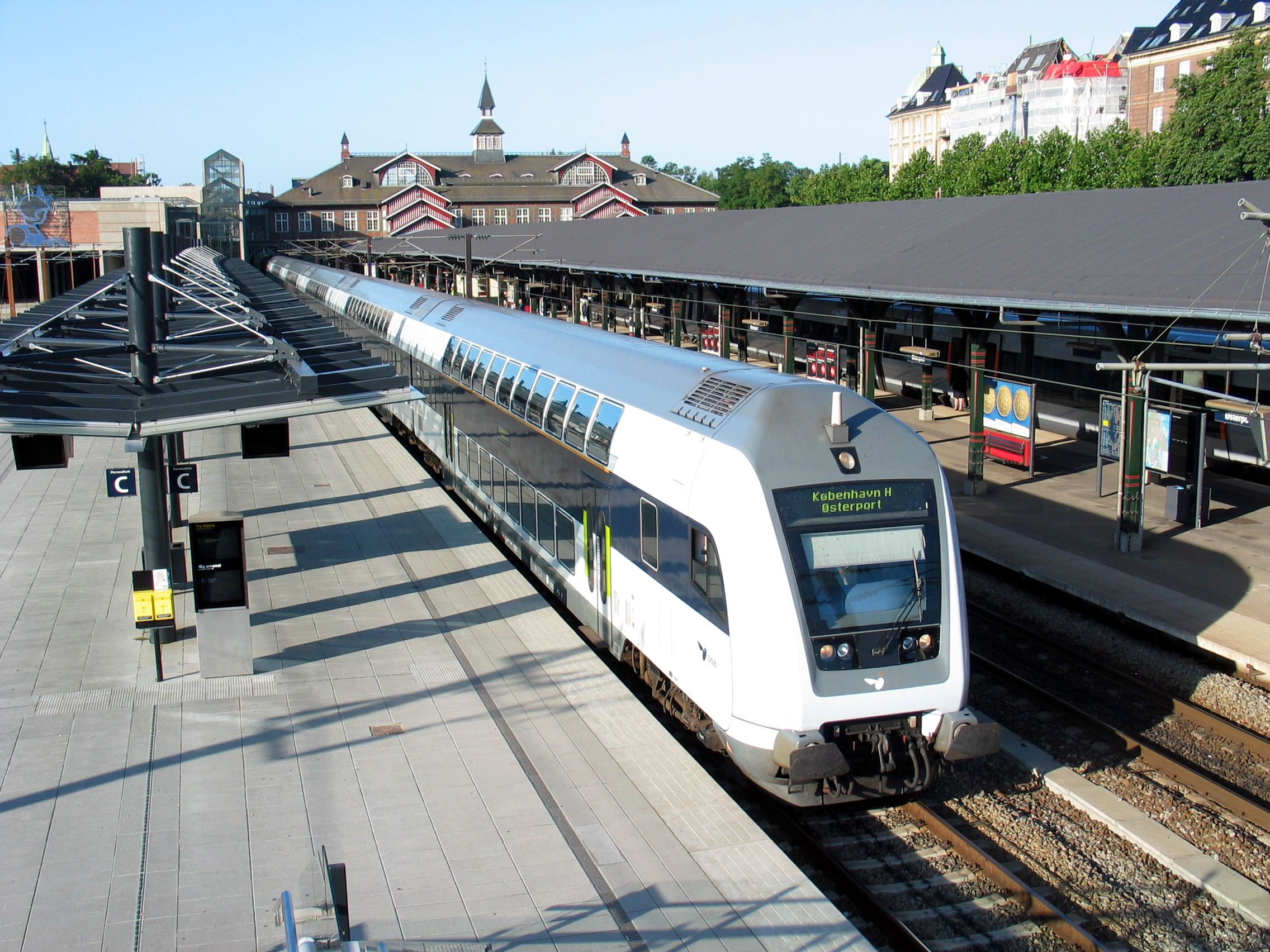
Un autocar de dos pisos Bombardier en la estación de Østerport en enero de 2005.
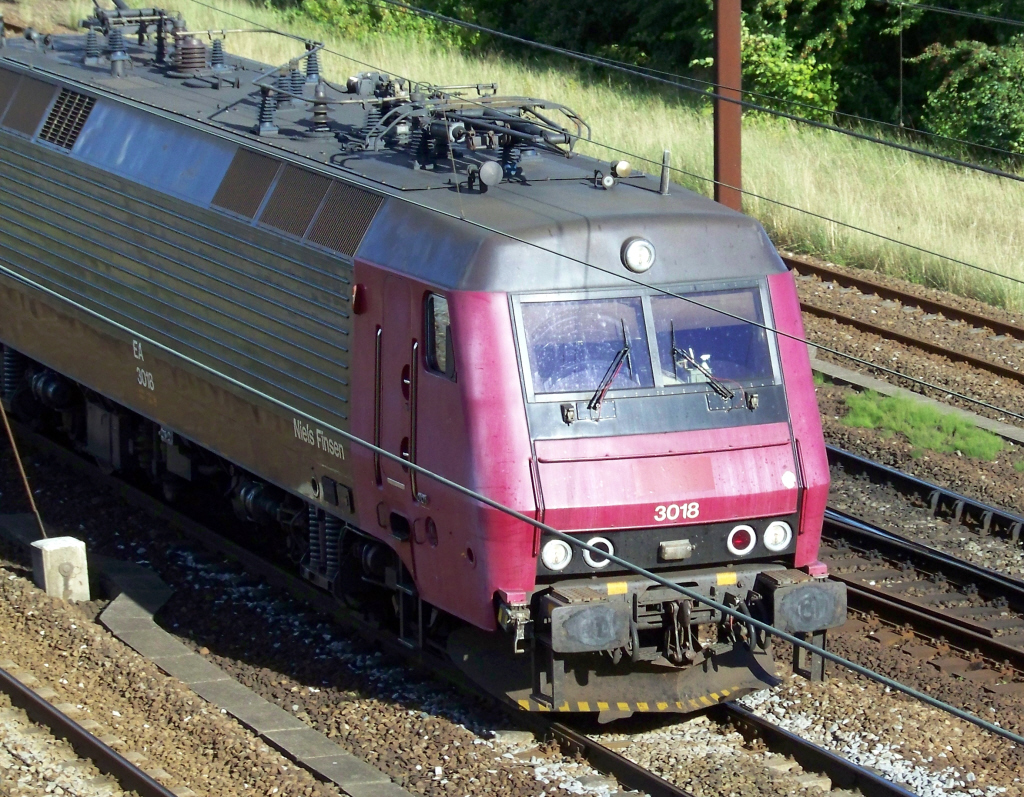
Una locomotora eléctrica de la clase EA en funcionamiento con Railion.
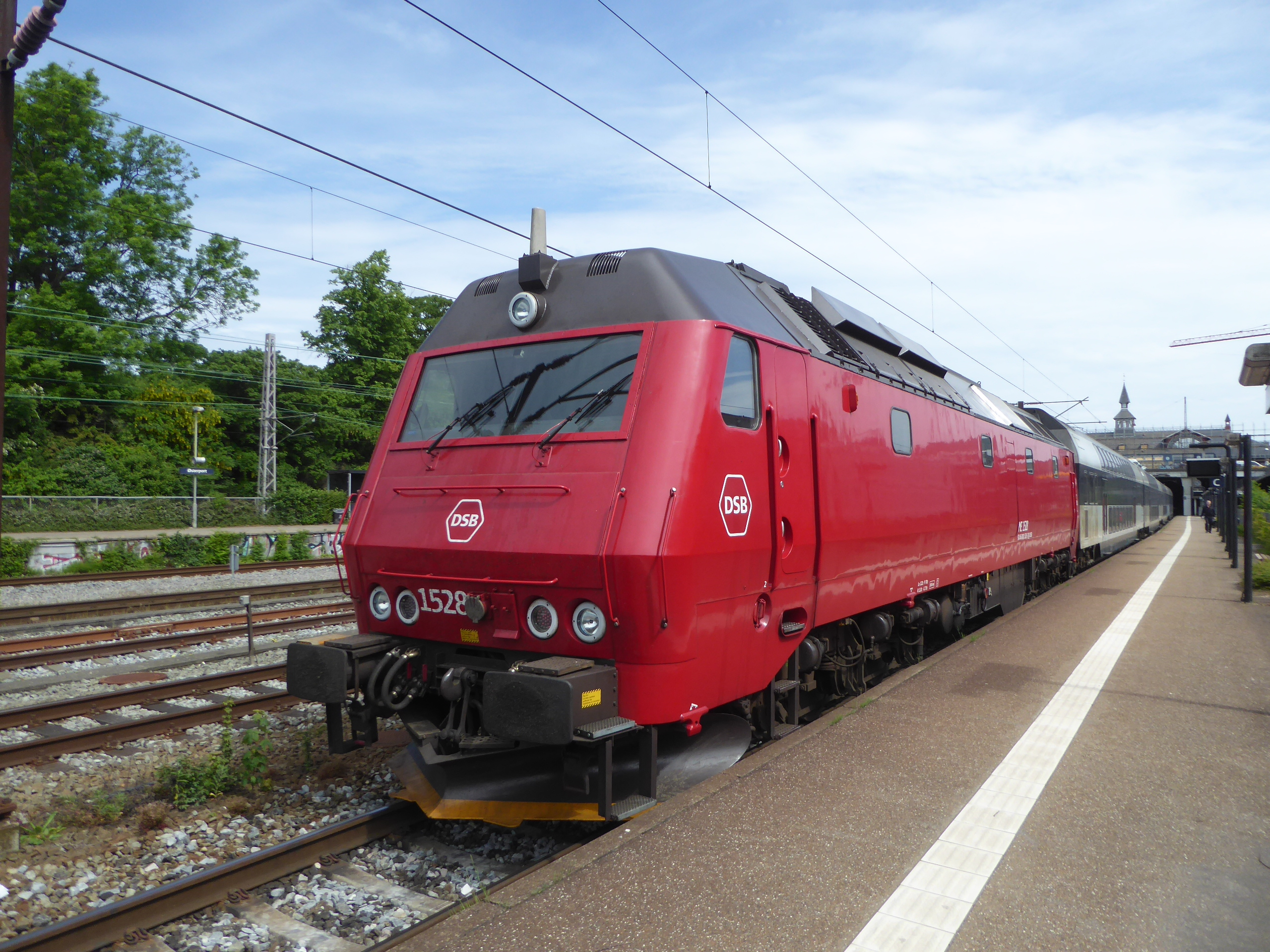
Una locomotora diesel-eléctrica de la clase ME en la estación de Østerport.
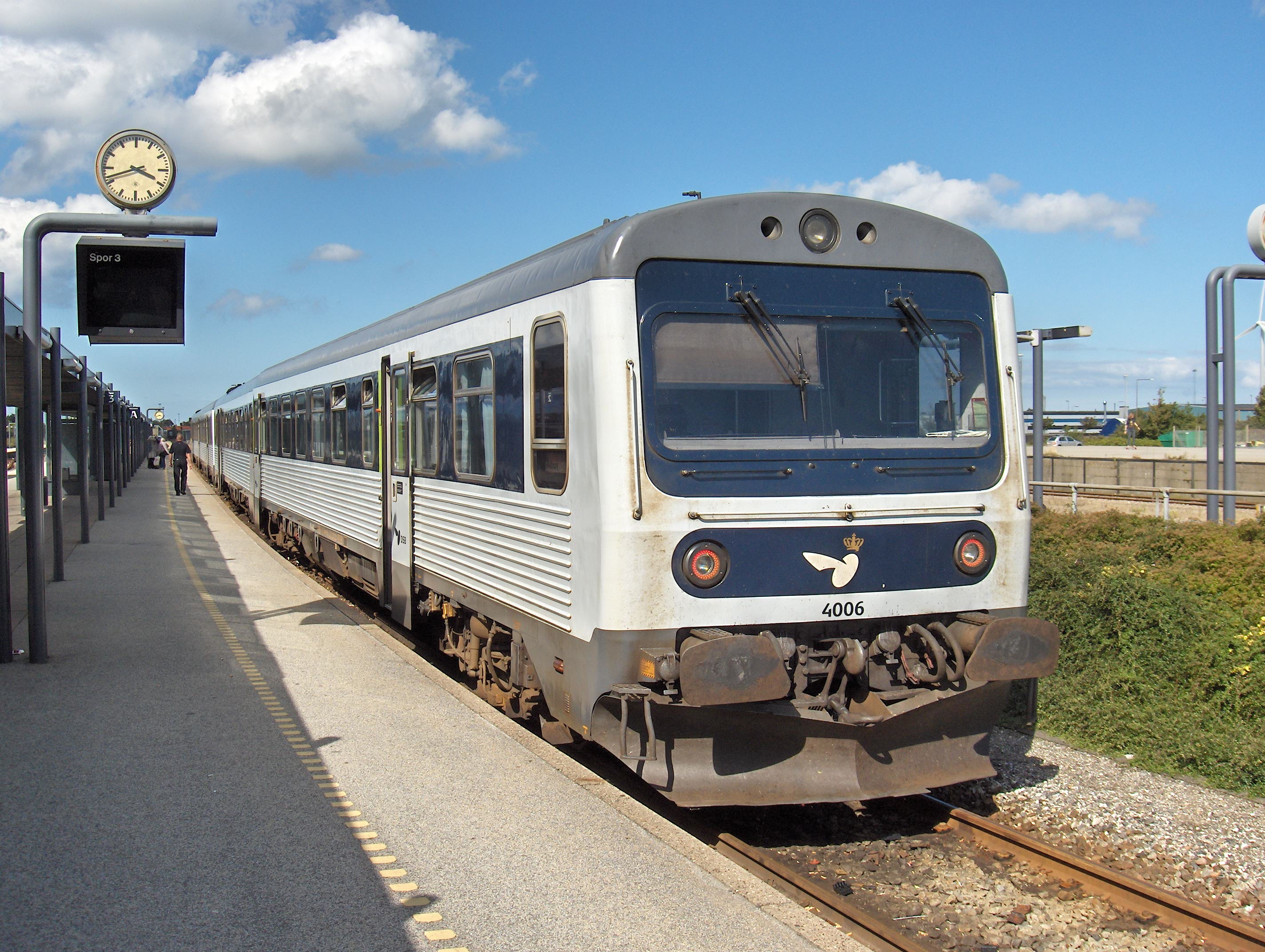
Unidad diésel múltiple de la clase MR.
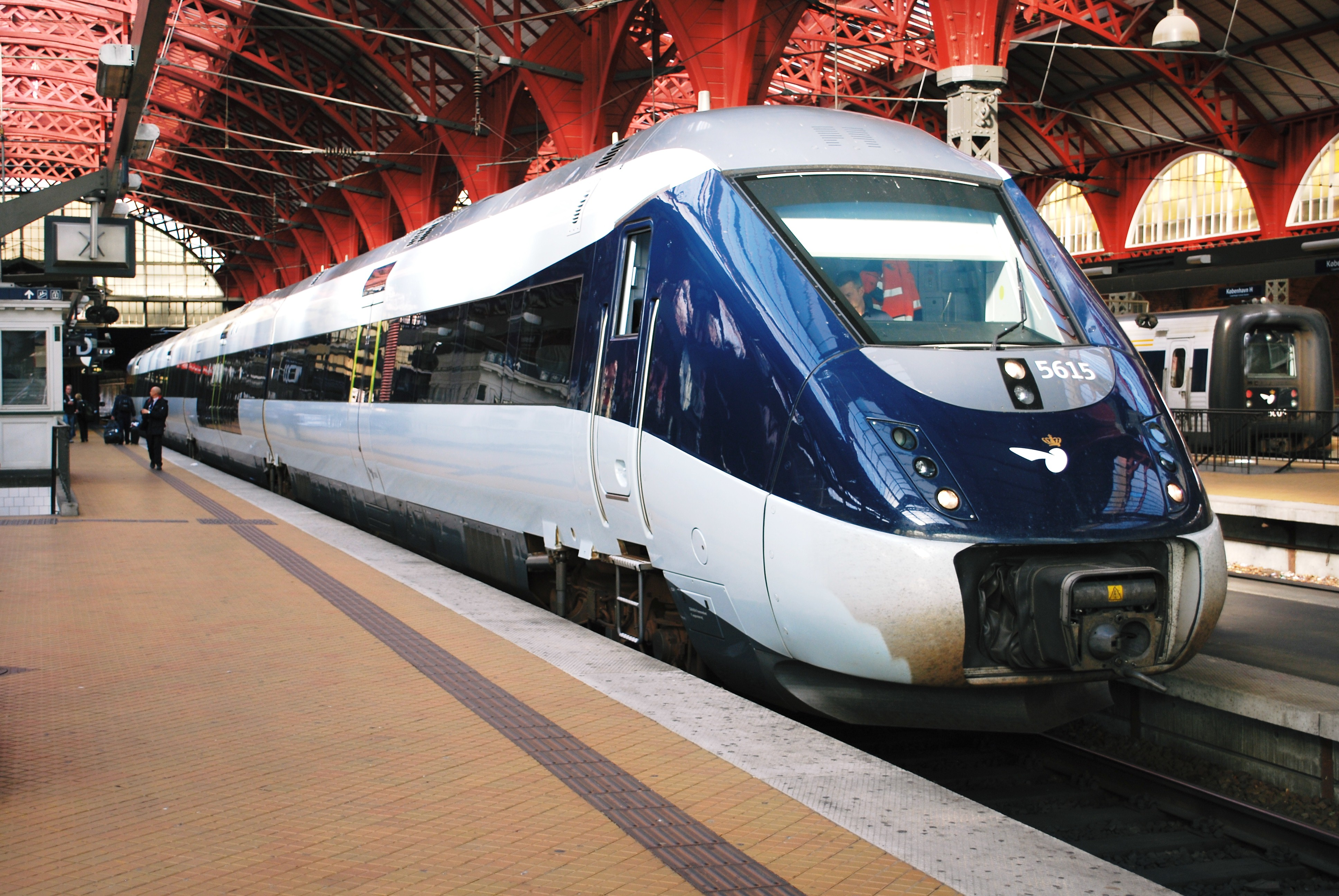
Una DMU de la clase IC4 en la estación central de Copenhague en octubre de 2009.
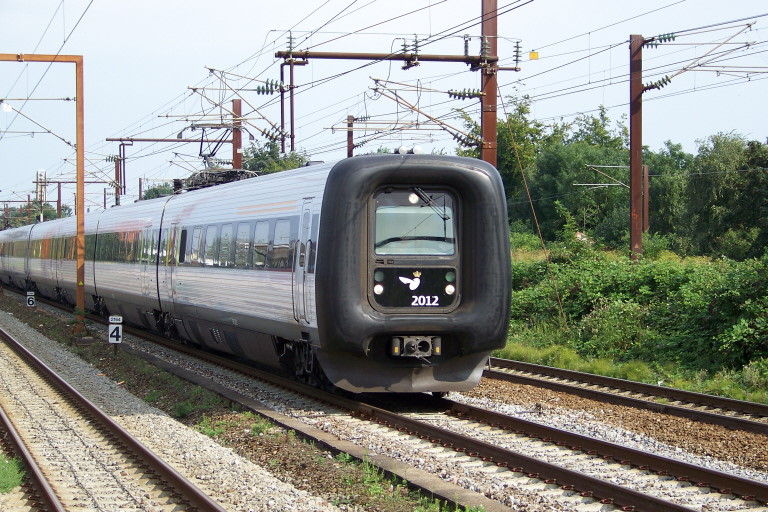
Un tren IR4 EMU pasando por Hvidovre Fjern, cerca de Copenhague.
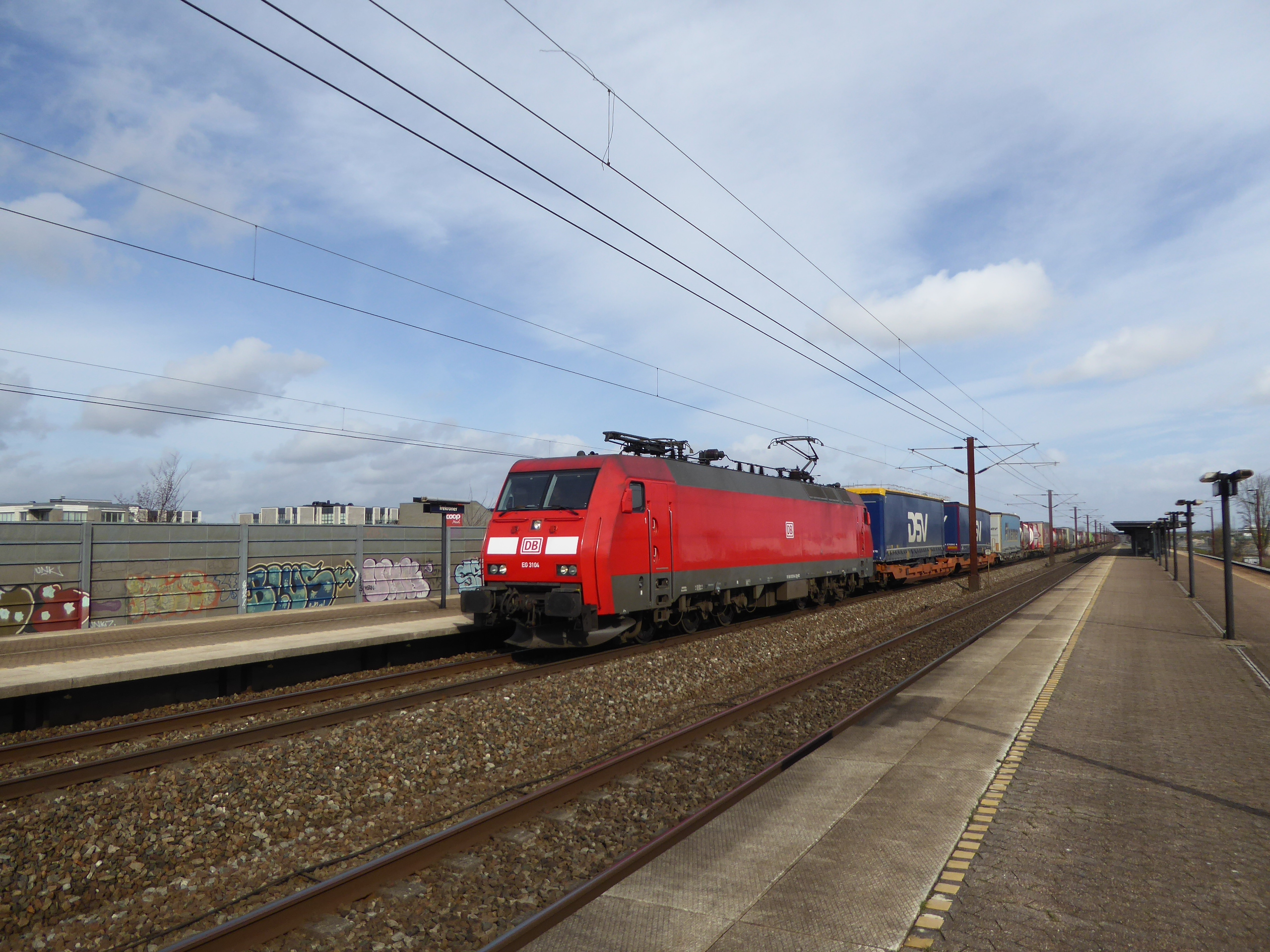
Un tren de mercancías de DB Cargo Scandinavia pasando por la estación de Trekroner.
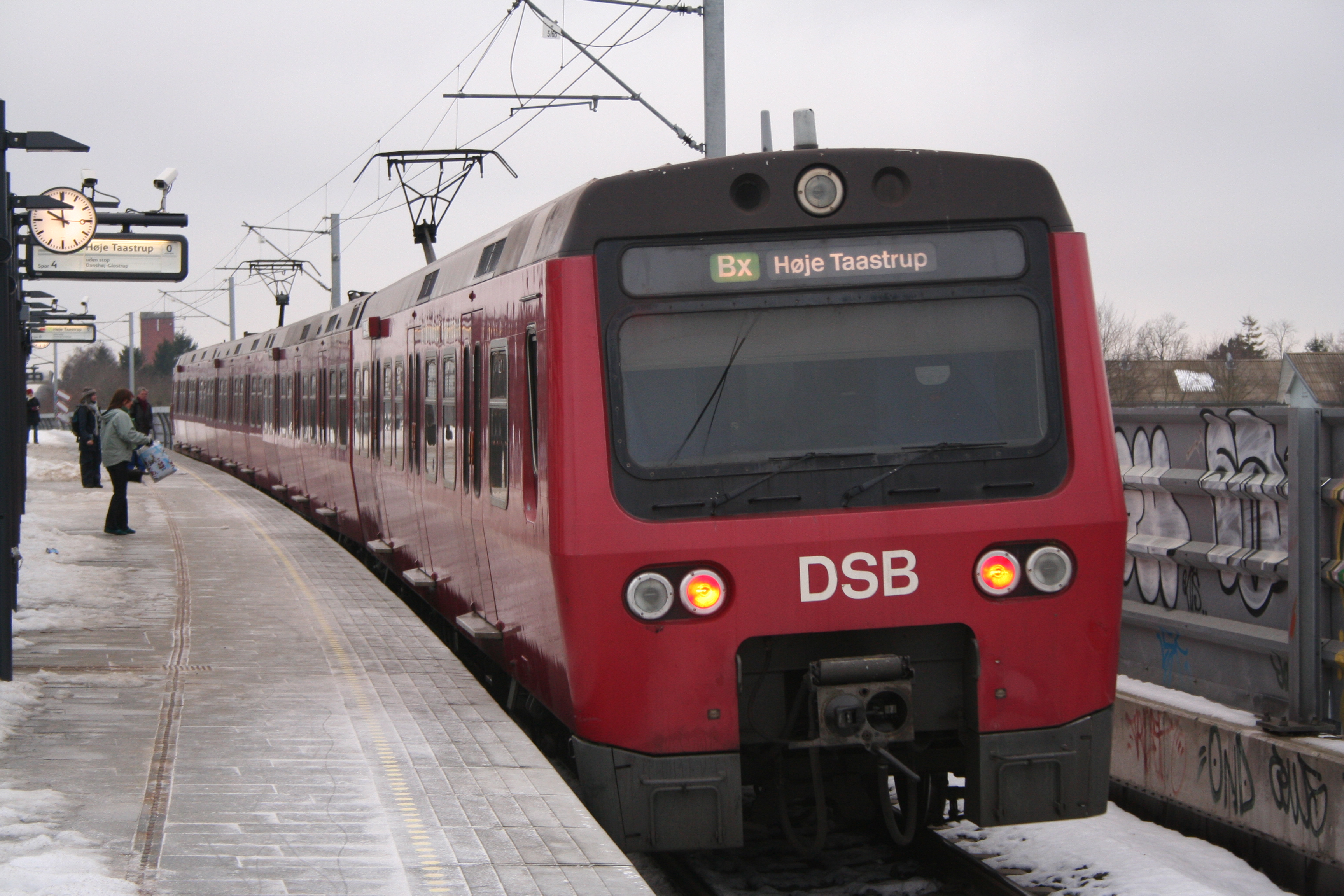
Un tren S de tercera generación, 2006.
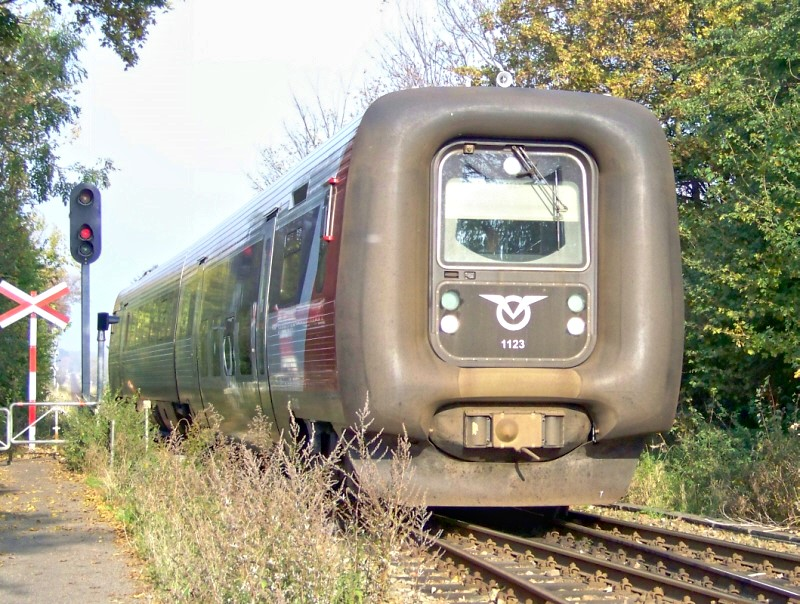
Un tren IC2.
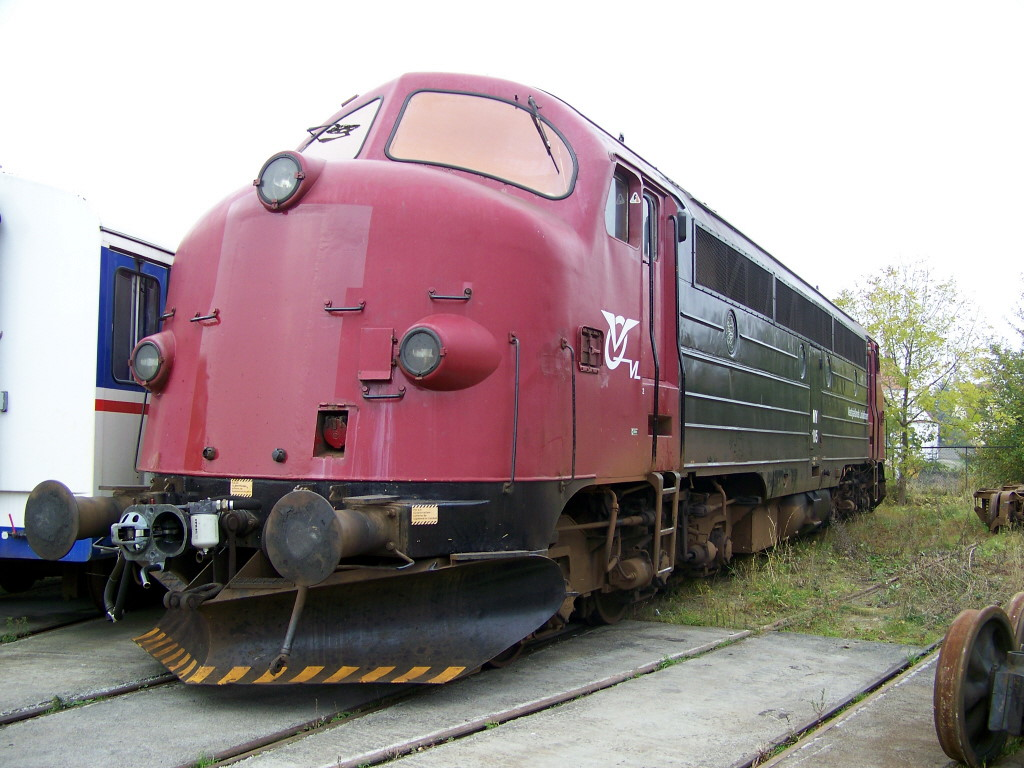
Una locomotora diésel de la clase MY en Holbæk.
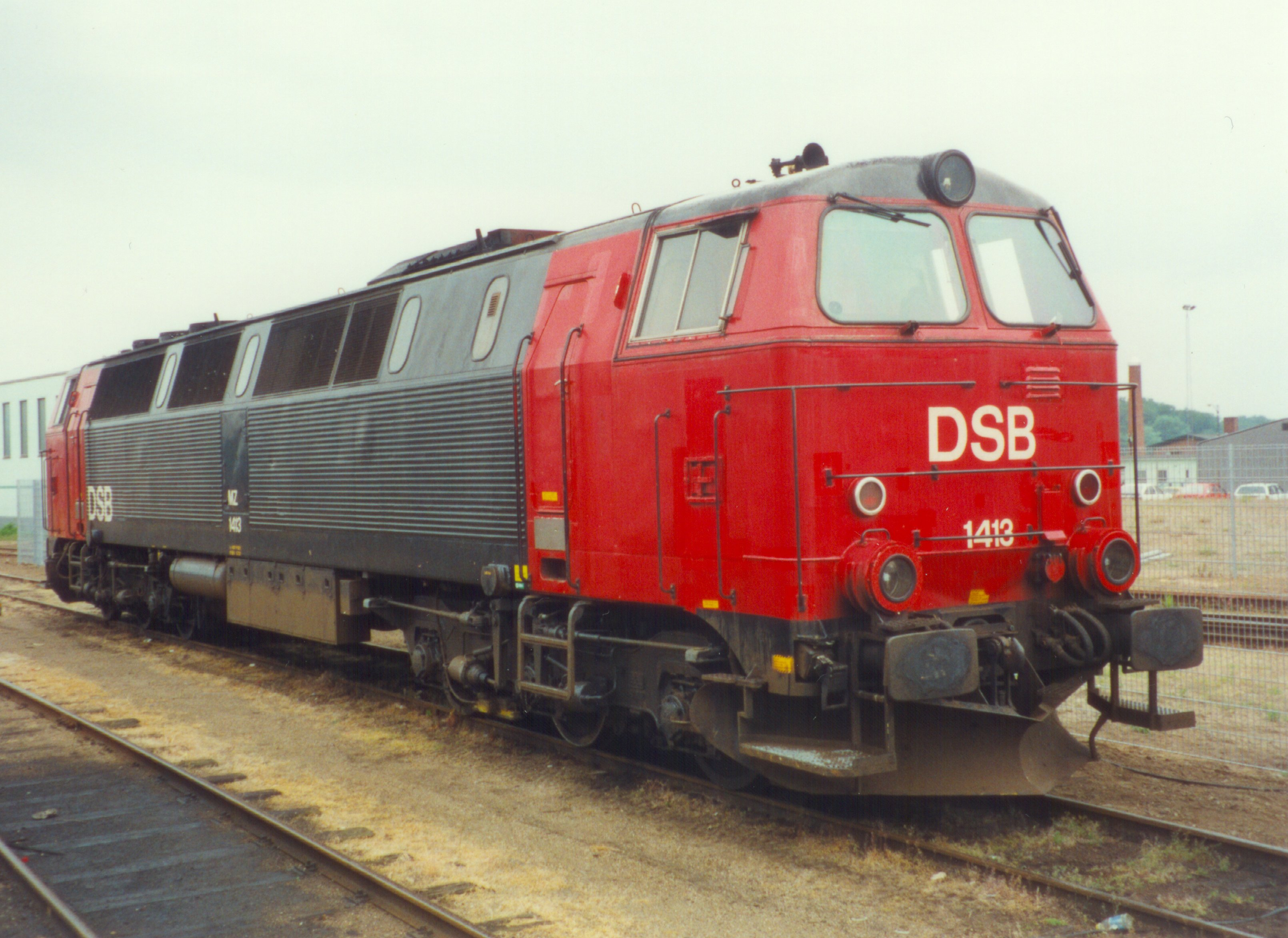
Locomotora diésel de la clase MZ en Odense.
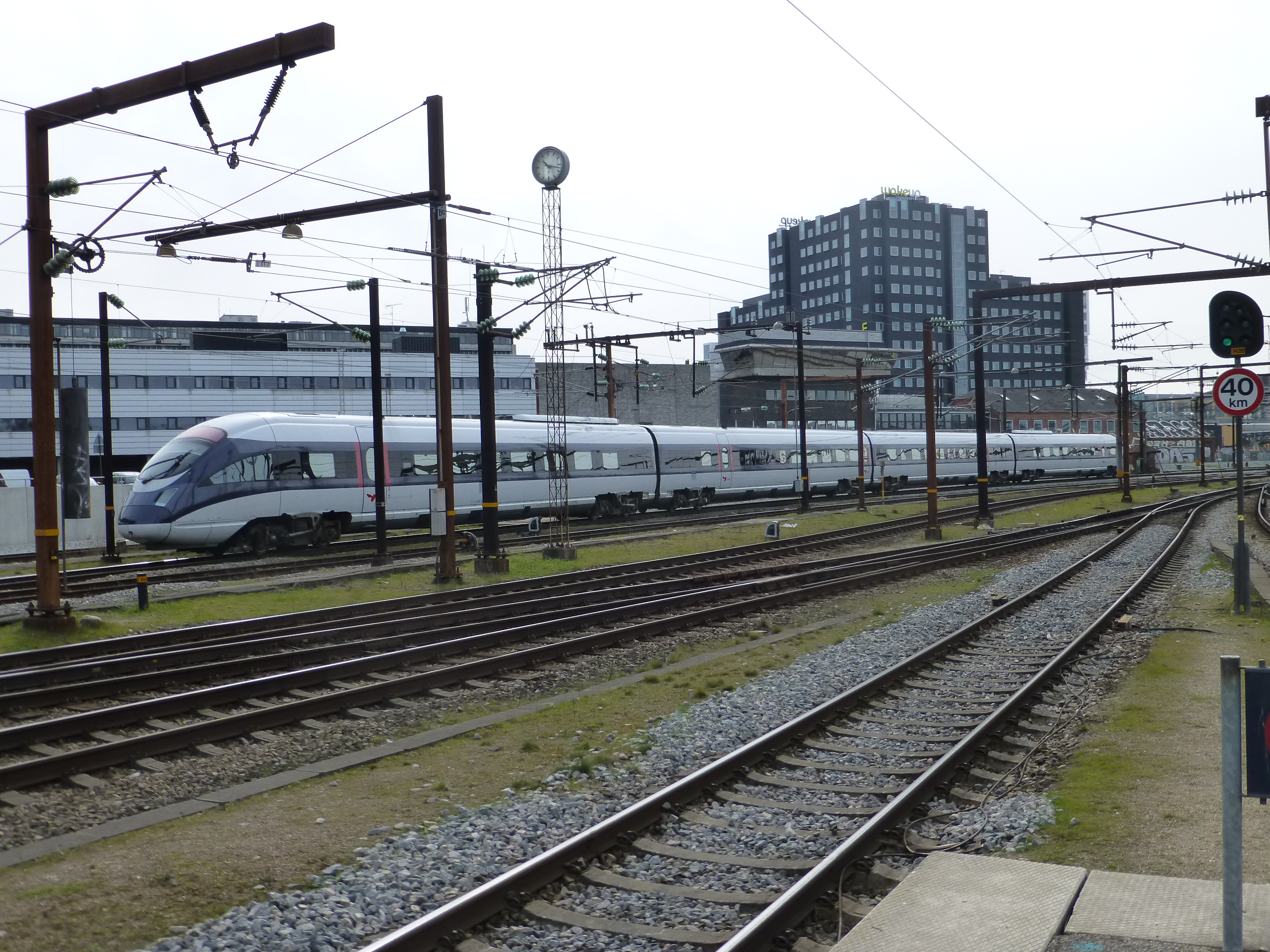
Tren ICE TD en 2014.